# Jean-Paul Duffo
Jean-Paul Duffo est un homme politique français né le 24 décembre 1838 à La Barthe-de-Neste (Hautes-Pyrénées) et décédé le 15 décembre 1895 à Toulon (Var).

## Biographie
Avocat à Bagnères-de-Bigorre, il est maire de Sailhan et conseiller général du canton de Vielle-Aure, révoqué de ses fonctions municipales après le 24 mai 1873. 
Il est député des Hautes-Pyrénées, de 1876 à 1877, siégeant au centre gauche. Il est l'un des 363 qui refusent la confiance au gouvernement de Broglie, le 16 mai 1877. Battu en 1877, il devient trésorier-payeur général du Var.